# Polizeiruf 110: Totes Rennen
Totes Rennen ist ein Fernsehfilm aus der ARD-Krimireihe Polizeiruf 110 von Regisseur Torsten C. Fischer. Der Film wurde vom MDR produziert und am Sonntag, den 16. Februar 2020 erstmals im Ersten ausgestrahlt. Es ist der zwölfte Fall für die Magdeburger Ermittlerin Doreen Brasch.

## Handlung
Milan Siebert wird nahe der Galopprennbahn Herrenkrug am Elbufer tot aufgefunden. Hauptkommissarin Doreen Brasch und Kriminalrat Uwe Lemp ermitteln, dass der Tote einerseits spielsüchtig und massiv verschuldet war, andererseits möglicherweise als Informant für das LKA arbeitete. Doch die LKA-Kollegen im Präsidium blocken ab: Sie wollen getrennte Ermittlungen. Dennoch sucht der LKA-Kollege Hannes Kehr immer wieder die Nähe der Kommissarin. Im Vertrauen erfährt Brasch von ihm, dass Siebert als Informant für ihn und die Abteilung Wettbetrug gearbeitet habe. Kehr führt Brasch in die Welt der Spielwetten ein und warnt sie gleichzeitig davor. Brasch aber folgt ihrem Instinkt. Sie vermutet, dass Siebert wusste, wer das nächste große Rennen manipuliert, denn er war mit dem Jockey Andi Paumer befreundet. Mit diesem Wissen wollte er sich und seine Familie aus der Schuldenmisere befreien. Um das Geld für den Wetteinsatz aufzubringen, hatte er nicht nur alles, was für ihn entbehrlich war, ins Pfandhaus gebracht, und das Sparschwein seines Sohnes geplündert, sondern sich auch noch Geld von einem Kredithai beschafft, der dafür bekannt ist, mit seinen Schuldnern nicht gerade zimperlich umzugehen, wenn sie ihre Schulden nicht zurückzahlen wollen oder können.
Brasch ahnt nicht, dass sie das nächste Opfer in einem falschen Spiel werden soll. Bei ihren Milieurecherchen gerät sie an den Profizocker Micky Puhle, der ebenfalls Spielern wie Siebert mit Geld ausgeholfen hatte und von dem sie sicher ist, dass er mit zur Wettmafia gehört. Sie entnimmt seinen Äußerungen, dass es einen Maulwurf bei der Polizei gibt. Brasch bemerkt bei ihrem Gespräch nicht, wie Micky sie mit K.-o.-Tropfen außer Gefecht setzt. Während ihr die Sinne schwinden und Micky sie in einem Park zu entkleiden beginnt, erscheint zu ihrer Rettung ein Mann, der aber nicht direkt in das Geschehen eingreift, sondern nur durch seine Präsenz Micky zur Flucht veranlasst. Als Micky Puhle am nächsten Tag festgenommen werden soll, hat er kurz vor dem Zugriff fliehen können. Brasch hat immer mehr den Verdacht, dass LKA-Kollege Hannes Kehr die undichte Stelle sein und Micky gewarnt haben könnte. In ihrer Erinnerung meint sie auch, Kehr in der Nacht hinter Mickey gesehen zu haben.
Während Brasch den Mörder Sieberts in den Reihen der Wettmafia sucht, hat ihr Kollege Lemp eine Spur zu Sieberts Familie aufgenommen. Nachdem sich dessen Vater überführt sieht, legt er ein Geständnis ab. Sein Sohn hatte mit seiner Spielsucht nicht nur seine Familie, sondern auch seine Eltern enttäuscht und finanziell nahezu ruiniert. So hatte er nicht nur die Invalidenrente seiner Mutter verzockt, sondern auch noch ihre Sportmedaillen versetzt. Das war seinem Vater dann doch zu viel. Im Streit hatte er ihn erstochen und später am Elbufer abgelegt. Doch die eigentliche Todesursache war nicht der Messerstich, sondern ein Herzstillstand. Somit bleiben Unklarheiten und es ist offensichtlich, dass es einen anderen Täter gibt. Während Sieberts Vater nur dachte, das sein Sohn nicht mehr lebte, hatte ein anderer kurze Zeit später mit einer chemischen Substanz einen anaphylaktischen Schock ausgelöst. So gerät Micky Puhle unter Verdacht. Dieser ist aber noch immer untergetaucht und Hannes Kehr vermutet ihn auf der Galopprennbahn Herrenkrugpark, wo er ihn gemeinsam mit Brasch sucht und letztendlich erschießt. Hierbei wird der Kommissarin klar, dass Kehr die undichte Stelle im LKA ist, Siebert ihn erkannt hatte und deshalb sterben musste. Nachdem er zuerst die Fährte geschickt zu Mickey als Täter legte, hatte er ihn nun zwar zum Schweigen gebracht, aber sich selbst auch verraten. Während Brasch die Reithalle verlässt, erschießt sich Kehr mit seiner Dienstwaffe.

## Hintergrund
Die Dreharbeiten fanden vom 27. August 2019 bis zum 26. September 2019 in Magdeburg statt.

## Rezeption

### Kritiken
Christian Buß von Der Spiegel wertete: „Schon Semmelrogge lohnt das Einschalten. Er verkörpert noch immer das wandelnde Zwielicht und passt sehr gut in diesen handlungstechnisch wackeligen, aber atmosphärisch dichten Spieler-Thriller. Ein "Polizeiruf" zwischen schmieren und abschmieren, Neonlicht und Nachtschwärze, der die Frage aufwirft, wie lange Claudia Michelsen als Doreen Brasch eigentlich solche Solo-Exzesse aushalten kann.“
Die Stuttgarter Zeitung meinte: „An den Schauspielern liegt es nicht, dass dieser ‚Polizeiruf‘ seltsam blutleer daher kommt. Die Drehbuchautoren wollen menschliche Abgründe aufzeigen, doch meist bleibt’s beim Klischee.“ Von „bewegenden Momenten, die ohne große Worte auskommen, hätte man sich mehr gewünscht. Stattdessen wirken die meisten Dialoge auswendig gelernt. Und vor allem die in Rot getauchten Traumsequenzen kommen arg bedeutungsschwanger daher.“
Rainer Tittelbach von Tittelbach.tv schrieb: „Der wieder einmal extrem nuanciert aufspielenden Michelsen wurde Theater-Gigant Michael Maertens an die Seite gestellt. Dieses Duo ist mehr als die halbe Miete. Und wie Torsten C. Fischer und die Gewerke die Geschichte ästhetisch aufbereiten, das hat viel Atmosphäre und sorgt für einen filmischen Flow, der einen über kleine Drehbuch-Ungereimtheiten hinwegsehen lässt.“ Tittelbach lobte explizit die Hauptdarstellerin bei solchen Szenen, wo „ihr Gesicht nicht im atmosphärischen Halbdunkel des Films versinkt, diese minimalen Regungen der Gesichtsmuskulatur, dieses beredte, aber nie zu beredte Spiel ihrer Augen, das ist große Schauspielkunst – auch oder gerade weil es im ‚Polizeiruf‘ nicht um das ganz exklusive existentielle Drama geht; schließlich muss neben der Seele der Kommissarin ja auch noch der Krimi funktionieren.“
Der Film-Dienst vergab drei von fünf möglichen Sternen und urteilte: „Recht solide erzählter, atmosphärisch gelungener (Fernseh-)Krimi, dessen Einlassung aufs Wettmilieu etwas lehrbuchhaft bleibt. Sehenswert sind der Einbezug der psychisch labilen Kommissarin in die Geschichte und die Reibung mit einem schillernden Spielpartner.“
Sidney Schering von Quotenmeter.de gab sich fast poetisch und meinte: „‚Polizeiruf 110 – Totes Rennen‘ fordert die Filmschaffenden hinter der Kamera sowie Michelsen heraus, Braschs grantige Ader sowie ihre verborgene, aber nie gänzlich verschwindende, empathische Seite anders auszudrücken als zuletzt: Im Gespräch mit weniger vertrauten Leuten sowie non-verbal, wenn sie allein ist. Adieu, ihr typischen Floskeln, wenn in Krimis die geselligere mit der weniger geselligen Partei kollidiert.“ Realistischer urteilte er weiter: „Torsten C. Fischer […] inszeniert den Fall mit versierter Hand und versteht es, unterschwellig für angespannte Atmosphäre zu sorgen. Gegen Schluss dreht der Film daher trotz des schwächelnden Mittelteils denkwürdig auf.“

### Einschaltquoten
Die Erstausstrahlung von Totes Rennen am 16. Februar 2020 wurde in Deutschland von 7,56 Millionen Zuschauern gesehen und erreichte einen Marktanteil von 21,9 % für Das Erste.